# 木川達爾
木川 達爾（きがわ たつじ、1919年1月20日 - 2008年10月5日）は、日本の教育者・教育学者。文教大学名誉教授。

## 来歴
長野県諏訪郡豊平村（現・茅野市）出身。長野県諏訪中学校（現・長野県諏訪清陵高等学校・附属中学校）を経て、1940年東京府師範学校卒、同附属小学校、1949年東京学芸大学附属豊島小学校教諭、1957年東京都教育委員会指導主事、東京都立教育研究所研究教育部長など、1975年文教大学付属中学校・高等学校、小学校校長、文教大学教授、1990年定年、名誉教授。文教大学学園理事。木川達郎住友大阪セメント取締役常務執行役員の父。

## 著書
- 『教師のノート』牧書店 1956
- 『子どもと考える道徳』新光閣書店 1960
- 『知られざる子ども 子どもの考えている道徳』明治図書出版 1963
- 『子どもを生かす教師』第一法規出版 1971
- 『これからの学校教育 子どもを生かす教育と経営の論理』新光閣書店 1974
- 『わかる授業の創造 子どもの側からの教育論』ぎょうせい 1976
- 『心を育てる教育説話』第1－2集　ぎょうせい 1977
- 『愛の授業その方法 社会科の原点に関連して 教育実践の基本 2』ぎょうせい 1978
- 『教育愛その表現 教育実践の基本1』ぎょうせい 1978
- 『子どものほめ方・叱り方』第一法規出版 教師のためのベストライブラリー　1979
- 『授業の心 愛と忍耐の教育実践』ぎょうせい 1980
- 『定本心を育てる教育説話』ぎょうせい 1981
- 『教える楽しみ』ぎょうせい 1982
- 『現代の教育課題と教師の責任』ぎょうせい 1985
- 『名言に学ぶ教育の原理』ぎょうせい 1986
- 『教育管理職セミナー 第5巻 求められる素養』第一法規出版 1990
- 『教育方法の改善と教育観の確立』文教書院 1992
- 『名言に学ぶ心の教育 徳育の核の確立』文教書院 1992
- 『師弟関係の確立と学級経営』教育開発研究所 1993
- 『人間の生き方を学ぶ 自己抑制力の基礎の確立』文教書院 1993
- 『現代の教育課題と名言の教え』文教書院 1994
- 『校長・教頭試験と小論文の基礎 ここがポイント 真心の伝わることばを綴る』ぎょうせい 1995
- 『子どもの「やる気」を引き出す』教育出版 1995
- 『何が子どもをそうさせるのか いじめ・不登校』文教書院 1995
- 『名言に学ぶ「学校経営」の改革 求められるリーダーシップ』文教書院 1996
- 『「生きる力」を育む授業 考える子どもの育成』文教書院 1997
- 『心の教育とは何か 真の人間形成をめざす教育説話』ぎょうせい 1997
- 『子どものこころ、教師のこころ 共感の教育で学校を変える』ぎょうせい 1998
- 『「心に響く」道徳教育 学校のあらゆる場面で心の教育を』ぎょうせい 1999
- 『「考える力」を育てる「いい授業」 子ども理解のエッセンス』第一法規出版 2000

### 共編著
- 『三年の社会科指導 単元学習』小山昌一共著 明治図書出版 1950
- 『考える社会科の実践 社会認識を深める指導 小・中学校一貫』青森県上北地方社会科研究グループ著 編 新光閣書店 1960
- 『小学校学校行事等指導細案』青木孝頼,石崎庸共編 新光閣書店 1960
- 『低学年の道徳指導』竹ノ内一郎,杉山正一共編 東洋館出版社 1960 小学校低学年指導シリーズ
- 『学級会活動と道徳の時間』編著 明治図書出版 1962
- 『特活における自主性と指導性』編著 明治図書出版 1963
- 『道徳指導の構造と展開 考える道徳の過程と児童の反応』編 新光閣書店 1964
- 『社会科授業の構造と展開 社会認識-時間意識を育てる』編 新光閣書店 1966
- 『実践教育心理選集』全5巻 沢田慶輔,神保信一共編 第一法規出版 1967
- 『児童理解による授業過程の改造 社会/道徳/特活の教授・学習過程』子どものつまづきを研究する会著 編 新光閣書店 1970
- 『情操教育の実践』鈴木清共編集 第一法規出版 1972
- 『道徳教育の実践 基本問題と事例』鈴木清共編集 第一法規出版 1972
- 『よい授業のための事典』編 第一法規出版 1972
- 『女教師のための講座』一番ケ瀬康子,宮田丈夫共編 第一法規出版 1973‐74
- 『授業におけるつまずきの診断と指導』神保信一共編 第一法規出版 1974
- 『教育を洗い直す』小尾乕雄共編 文教書院 1975
- 『教師のための模範説話選集』共編 第一法規出版 1975
- 『校長・教頭試験と教育の課題』編著 ぎょうせい 1975
- 『わかる授業の設計と範例』編著 ぎょうせい 1977
- 『わかりやすい教育実習の実践研究 小学校編』柳下貞一共編著 協同出版 1983 教職課程新書
- 『わかりやすい教育実習の実践研究 中学・高等学校編』仙崎武共編著 協同出版 1983 教職課程新書
- 『学級経営の理論と方法』編著 めいけい出版 1985
- 『校長・教頭試験と教育の課題 法令編』下村哲夫共編著 ぎょうせい 1985
- 『高等学校・中学校講話あいさつ事典』大石勝男・増田孝雄・酒井俊郎・福代昭二共編 ぎょうせい 1985
- 『小学校教師必携 新任教師・若い教師のハンドブック』花見安憲共編 文教書院 1989
- 『中学校教師必携 新任教師・若い教師のハンドブック』福代昭二共編 文教書院 1989